# Mariusz Bidziński
Mariusz Bidziński (ur. 1957) – polski lekarz ginekolog i położnik, profesor nauk medycznych, profesor zwyczajny Uniwersytetu Jana Kochanowskiego w Kielcach.

## Życiorys
W 1981 ukończył studia na Akademii Medycznej w Warszawie. Rozprawę doktorską pt. Wpływ lokalizacji łożyska na czas trwania ciąży i porodu (promotor pracy: prof. Longin Marianowski) obronił w 1985 na II Wydziale Lekarskim uczelni macierzystej. Stopień naukowy doktora habilitowanego uzyskał w 1999 w Centrum Onkologii – Instytucie im. Marii Skłodowskiej-Curie w oparciu o pracę Analiza zaburzeń gęstości mineralnej kości oraz ocena wybranych farmakologicznych metod przeciwdziałania im u kobiet leczonych z powodu raka trzonu macicy. Tytuł naukowy profesora nauk medycznych otrzymał 21 grudnia 2007.
Uzyskał specjalizację II stopnia w zakresie położnictwa i ginekologii (1987). W 1988 podjął pracę w Centrum Onkologii – Instytucie im. Marii Skłodowskiej-Curie, gdzie był kierownikiem Kliniki Nowotworów Narządów Płciowych Kobiecych. Był nadto konsultantem w Centrum Onkologii w Bydgoszczy i kierownikiem Klinki Ginekologii w Świętokrzyskim Centrum Onkologii. W 2014 został kierownikiem Oddziału Ginekologii i Patologii Ciąży w Szpitalu Inflancka w Warszawie.
Od 1982 do 1988 był pracownikiem dydaktycznym Akademii Medycznej w Warszawie. Jako nauczyciel akademicki związany był również z Wydziałem Medycznym Uniwersytetu Rzeszowskiego. Został nadto profesorem zwyczajnym w Instytucie Pielęgniarstwa i Położnictwa na Wydziale Lekarskim i Nauk o Zdrowiu Uniwersytetu Jana Kochanowskiego w Kielcach.
Był prezesem Polskiego Towarzystwa Ginekologii Onkologicznej.